# Federico Moccia
Federico Moccia (Roma, Italia, 20 de julio de 1963) es un escritor, director de cine y guionista italiano, autor de novelas para adolescentes. Trabajó previamente en televisión hasta conseguir éxito en el género literario.

## Biografía
Hijo de Giuseppe Moccia, más conocido como Pipolo, guionista cinematográfico y de televisión, político y director, autor de numerosas películas y programas de televisión.
Vivió una infancia ligada al mundo del cine gracias a su padre, que fue guionista en varias comedias italianas de los años 70 y 80. Se inició en este mundo laboral a los 19 años como ayudante del director de Attila flagello di Dio (1982), una película de su padre. 
En 1987 lo intentó solo, con la película Palla al centro, pero pasó completamente desapercibida, lo que lo obligó a cambiar a la televisión: en 1986 fue uno de los guionistas de la primera temporada de The Boys of the 3rd C y en 1989 participó como director y guionista del proyecto El colegio, y mostrar la juventud giovanilista, con Federica Moro, que tiene cierto éxito. En la televisión, también permanece como autor durante mucho tiempo, escribiendo los textos de muchos programas exitosos en el campo del entretenimiento, como Apuesto a que... (Scommettiamo che...?), Los supercerebros (I cervelloni), Fantástica italiana (Fantastica italiana), Ciao Darwin, ¿Quién ha atrapado a Peter Pan? (Chi ha incastrato Peter Pan?), Domingo en (Domenica in) y El tren de los deseos (Il treno dei desideri).
En 1992 escribió Tres metros sobre el cielo (Tre metri sopra il cielo), su primera novela. Al principio tiene problemas para encontrar una editorial que esté dispuesta a publicar la novela, luego la publica por su cuenta, el 16 de noviembre de 1992, con una pequeña editorial, Il Ventaglio, pero con una circulación de pocas copias. Mientras tanto, en 1996, hizo otro intento en el cine con la película Classe mixta 3A, escrita y dirigida por él, que también hizo uso de la breve participación de su amigo Paolo Bonolis: la película, sin embargo, no tuvo éxito.
No obstante, regresa tras bambalinas de la televisión, para salir de ella por sorpresa en 2004, a los cuarenta y un años, cuando su libro Tres metros sobre el cielo recibe un gran auge en la distribución entre las escuelas secundarias romanas, publicado por Feltrinelli en una edición reducida. Tras 12 años de su primera publicación, ahora el éxito es inmediato. El libro se tradujo a varios idiomas y fue publicado en toda Europa, Brasil y Japón. Esto también conduce a una producción cinematográfica, con mucha reedición de la versión original y completa de 1992. En el mismo año se estrenó la película basada en el libro homónimo: Tres metros sobre el cielo, protagonizada por Riccardo Scamarcio y Katy Saunders y dirigida por Luca Lucini, distribuida el 12 de marzo de 2004. En esta película colabora Federico Moccia como autor de tema y guion.
Con el libro Tres metros sobre el cielo, Moccia gana el Premio Torre di Castruccio, la sección de ficción 2004, y el Premio Insula Romana, la sección 2004 para jóvenes adultos. En total, el libro vendió 1 800 000 copias en Italia y unos dos millones de copias en España, posicionándose como el autor más vendido en España en 2010 y 2011 (clasificación de Nielsen).
En febrero de 2006 publicó Tengo ganas de ti (Ho voglia di te), secuela de la anterior novela, con la que obtuvo tanto éxito que se decidió de nuevo adaptarla al cine, con Riccardo Scamarcio y Laura Chiatti, y con el director Luis Prieto, y, una vez más, con Federico Moccia como autor de temas y guiones.
La película logra un gran éxito de público. Es gracias a ella que Riccardo Scamarcio se convierte en el ídolo de los adolescentes italianos. Además, de la película nació el fenómeno del candado de los amantes de puente Milvio: de hecho, en una de las escenas más famosas de la película, la pareja protagonista escribe sus nombres en un candado y lo encadenan al puente Milviano de Roma, lanzando entonces la llave de la misma en el Tíber, como símbolo y promesa de amor eterno. Desde entonces, Ponte Milvio se ha convertido en el destino de todas las parejas de enamorados que van allí para poner su propio candado y tirar la llave al río, hasta el punto de que el puente es rebautizado el puente de los enamorados. Luego, la moda de la cerradura de los amantes se expande por toda Italia y también en muchas otras partes del mundo, desde España hasta Francia, desde los puentes de París hasta el de Brooklyn.
Algo similar ocurrió con Perdona si te llamo amor (Scusa ma ti chiamo amore) (2007), cuya secuela es Perdona pero quiero casarme contigo (2009) (Scusa ma ti voglio sposare), cuyo estreno fue en 2010.

## En la cultura popular
El fenómeno Moccia, como se conoce al éxito de ventas de sus obras, ha provocado en muchos lugares del mundo, en especial en Roma, la moda de colocar candados con el nombre de la pareja que simbolizan el amor. Esto ha provocado multitud de daños en varios puentes emblemáticos de Europa: así, las autoridades parisinas han declarado esta práctica como una "violación contra la protección del patrimonio", y en Italia, el peso de tantos candados hizo que una farola del puente Milvio se desprendiera, obligando al alcalde a colocar refuerzos en el mismo.

### Novelas
- A tres metros sobre el cielo (Tre metri sopra il cielo, 1992 y reeditado en 2004), publicada por editorial Planeta en 2008.
- Tengo ganas de ti (Ho voglia di te, 2006), publicada por Planeta en 2009. Continuación de A tres metros sobre el cielo.
- Perdona si te llamo amor (Scusa ma ti chiamo amore, 2007), publicada por Planeta en 2008.
- Buscando desesperadamente a Niki (Cercasi Niki disperatamente, 2007). No traducida al español. El personaje protagonista es Niki, que aparecía en la anterior obra (Perdona si te llamo amor).
- El paseo (La passeggiata, 2007), publicada por Planeta en 2010. Novela corta, Reflexión personal del autor por la muerte de su padre.
- Carolina se enamora (Amore 14, 2008), publicada por Planeta en 2011.
- Perdona pero quiero casarme contigo (Scusa ma ti voglio sposare, 2009), publicada por Planeta en 2010. Continuación de Perdona si te llamo amor.
- Esta noche dime que me quieres (L'uomo che non voleva amare, 2011), publicada por Planeta en 2012.
- Ese instante de felicidad (Quell'attimo di felicità, 2013), publicada por Planeta en 2013.
- Tú, simplemente tú (Sei tu, 2014), publicada por Planeta en 2014. Continuación de Ese instante de felicidad.
- Tres veces tú (Tre volte te, 2017), publicada por Planeta en 2017. Continuación de A tres metros sobre el cielo y Tengo ganas de ti.
- Mil noches sin ti (2019), publicada por Planeta  en 2019. Continuación de Esta noche dime que me quieres.

### Otras obras
- 3MSC. Emozioni e sogno. Tre metri sopra il cielo. Lo spettacolo (2007). Libreto del musical. No traducida al español.
- Diario di un sogno. Le fotografie, i miei appunti, le mie emozioni, dal set del film «Scusa ma ti chiamo amore» (2008). No traducida al español.

## Adaptaciones cinematográficas basadas en sus novelas
Tres metros sobre el cielo
- Adaptación italiana: Tre metri sopra il cielo (2004, dirigida por Luca Lucini)
- Adaptación española: Tres metros sobre el cielo (2010, dirigida por Fernando González Molina)
- Serie de televisión italiana: A tres metros sobre el cielo: La serie (2020, dirigida por Lorenzo Sportiello y Francesco Lagi)

Tengo ganas de ti
- Adaptación italiana: Ho voglia di te (2007, dirigida por el español Luis Prieto)
- Adaptación española: Tengo ganas de ti (2012, dirigida por Fernando González Molina)

Perdona si te llamo amor
- Adaptación italiana: Scusa ma ti chiamo amore (2008, dirigida por Federico Moccia)
- Adaptación española: Perdona si te llamo amor (2014, dirigida por Joaquín Llamas)

Carolina se enamora
- Adaptación italiana: Amore 14 (2009, dirigida por Federico Moccia)

Perdona pero quiero casarme contigo
- Adaptación italiana: Scusa ma ti voglio sposare (2010, dirigida por Federico Moccia)

## Filmografía
Director y guionista
- 1987 - Palla al centro
- 1990 - College (serie TV)
- 1996 - Classe mista 3° A (serie TV)
- 2008 - Scusa ma ti chiamo amore (Perdona si te llamo amor), adaptación italiana.
- 2009 - Amore 14 (Carolina se enamora)
- 2010 - Scusa ma ti voglio sposare (Perdona pero quiero casarme contigo), adaptación italiana.
- 2013 - Universitari - Molto più che amici

sólo guionista
- 1987 - I ragazzi della 3ª C (serie TV)
- 1988 - Holocausto caníbal 2
- 2004 - Tre metri sopra il cielo (Tres metros sobre el cielo), adaptación italiana.
- 2007 - Ho voglia di te (Tengo ganas de ti), adaptación italiana.
- 2007 - Colpo di genio (2 episodios, serie TV)
- 2013 - Facciamo Pace (TV movie)